# Юдит Вихар
Юдит Вихар (на унгарски: Vihar Judit; р. 28 август 1944 г., Будапеща, Унгария) е унгарска литературна историчка, авторка, преводачка и хайку-поетеса, професор.

## Биография
Родена е в Будапеща, Унгария на 28 август 1944 г. Баща ѝ Белa Вихар е поет. Тя завършва руска и унгарска филология в университет „Лоранд Ътвьош“ в Будапеща (1968). Става доктор в същия университет през 1985 г.
Юдит Вихар е ръководител на катедрата по руски език и после на катедрата по японски език на университет „Лоранд Ътвьош“. Преподава руски език, японски език и художествен превод.
Професор Вихар e председател на Унгарския хайку клуб.

## По-значими произведения
- Вихар, Юдит: ХАИКУ У МАЂАРСКОJ. In: ХАИКУ НОВИНЭ. НИШ, ГОДИНА 2005. 12/19 18
- Вихар, Юдит: Таинственная Россия.(Новые материалы заочного обучения русского языка в Венгрии.) In: Мир русского слова и русское слово в мире. XI. конгресс Международной Ассоциации Преподавателей Русского Языка и Литературы. Методика преподавания русского языка. Том 6 (1). Heron Press, Sofia, 2007. стр. 224-227
- Вихар, Юдит: Таинственный дворец. Orosz nyelvkönyv idegenvezetők részére. Budapest, OM 2007
- Haiku poetess from Hungary – Judit Vihar. Almanach GINKO. Sophia, 2006. 34
- Delta-rengay. Гинка Билярска – България, -- Юдит Вихар – Унгария: Къща на брега. In: SMS–Поэзия – 2006. Издател Национален дворец на културата, София, 2006. 106